# Friedrich Wilhelm Delkeskamp

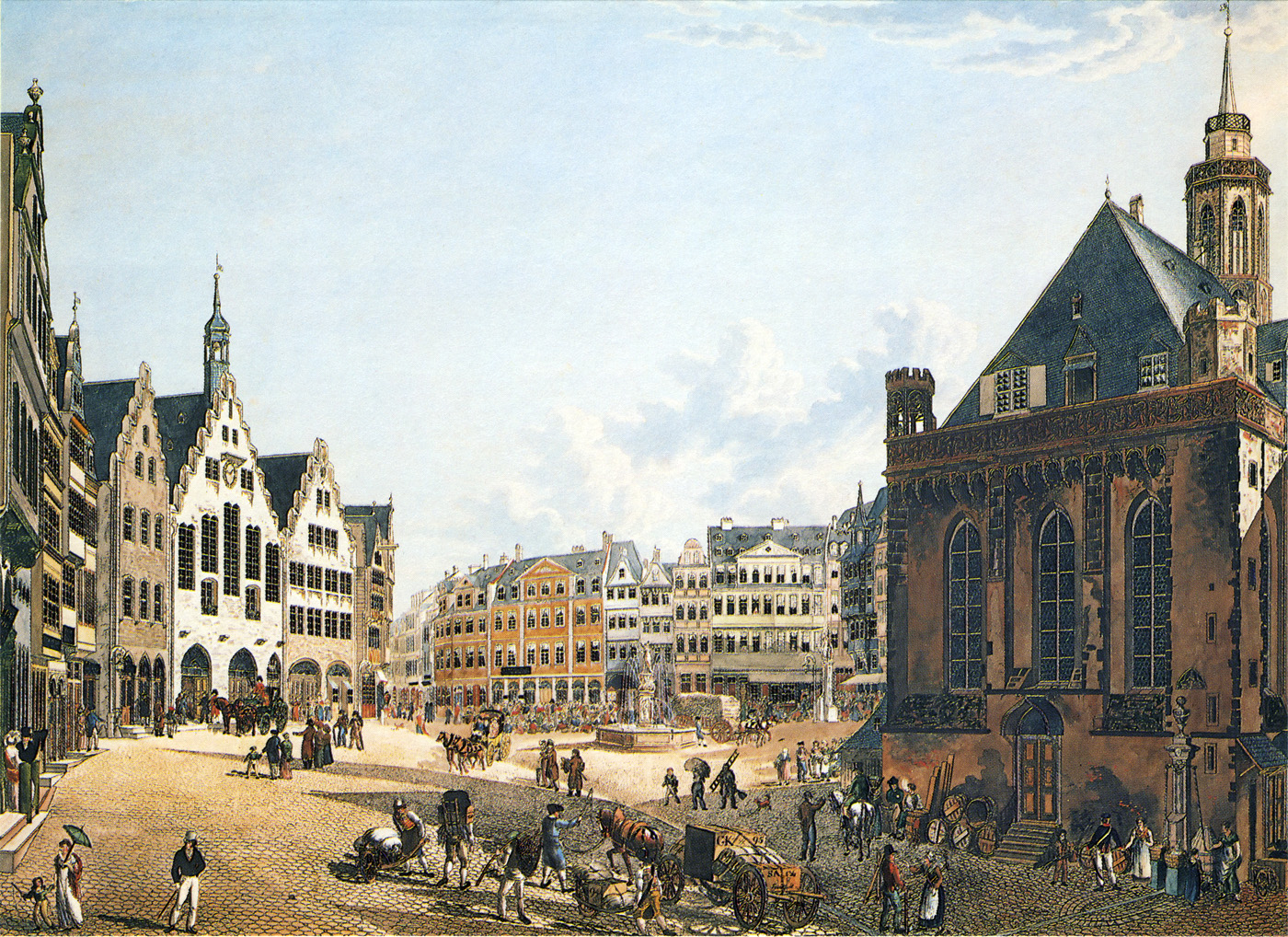
Ansicht des Römerbergs mit der Nikolaikirche zu Frankfurt a. M. chalcographie, 1822. Musée historique de Francfort.

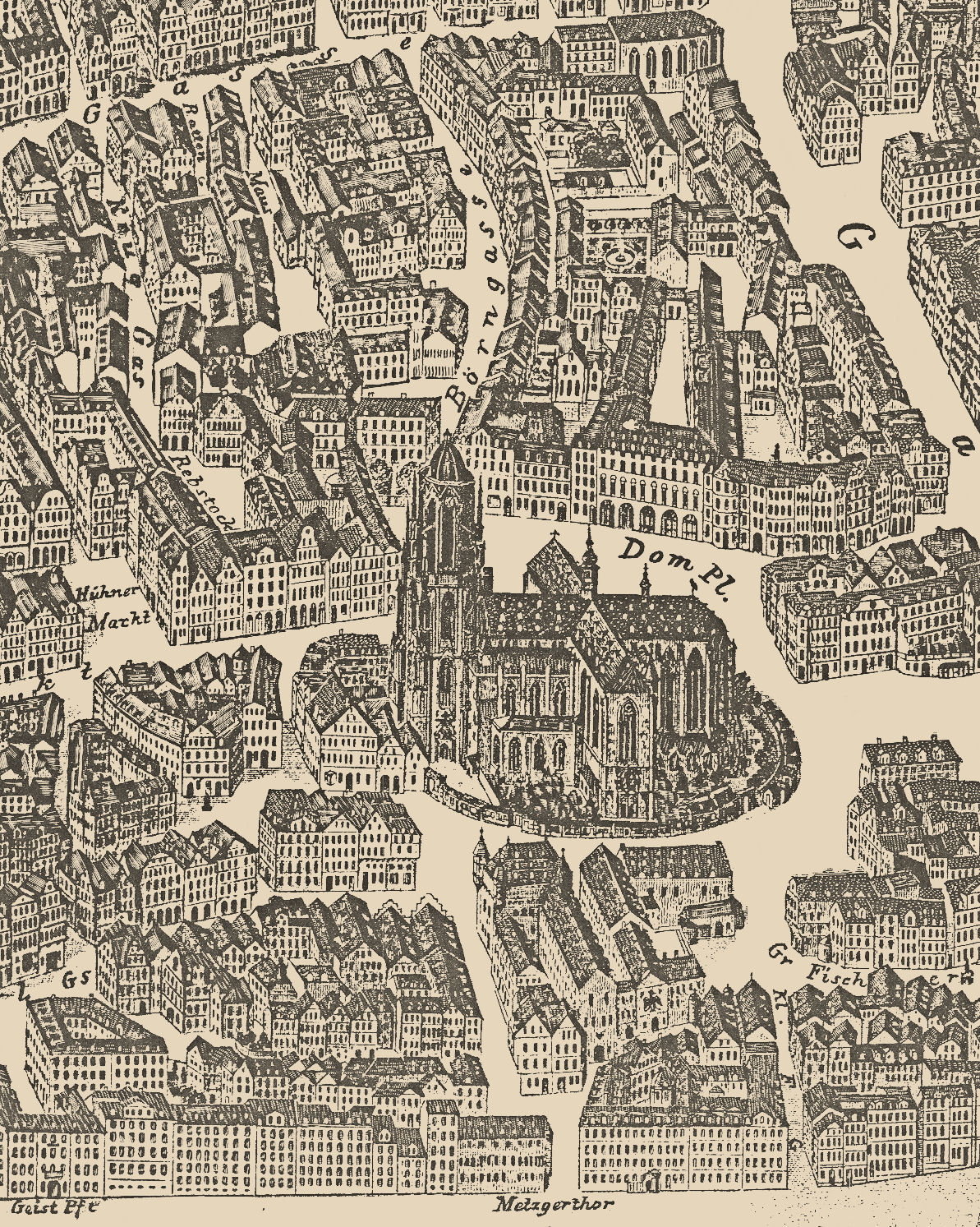
Ausschnitt aus Delkeskamps Malerischem Plan von Frankfurt am Main von 1864: die Umgebung des Domhügels.

Friedrich Wilhelm Delkeskamp, né le 20 septembre 1794 à Bielefeld et mort le 5 août 1872 à Bockenheim, est un peintre et graveur allemand. 

## Biographie
Friedrich Wilhelm Delkeskamp naît le 20 septembre 1794 à Bielefeld.
Il est le fils du relieur Friedrich Adolf Delkeskamp et de son épouse Maria Elisabeth Sauermann. Dès son adolescence, il souhaite devenir peintre, mais sous l'influence de sa mère, il doit apprendre le métier de relieur auprès de son père. Après la mort de sa mère en 1812, il prend des leçons auprès du peintre et professeur de dessin de Bielefeld, Ludwig Wahrens.
En 1813/14, il participe à la campagne contre la France en tant que volontaire de guerre. Après sa démobilisation, il se rend à Großbreitenbach en Thuringe, où il devient professeur de dessin à l'école locale en 1815 et apprend la peinture sur porcelaine à la fabrique de porcelaine de Breitenbach de Greiner & Sohn. En 1816, il devient peintre sur porcelaine à Hanau et en 1817 à la Manufacture royale de porcelaine de Berlin. Sur la base de ses dessins - principalement des motifs berlinois - des peintres subordonnés transposent les motifs alors populaires sur des assiettes et des tasses. Friedrich Wilhelm Delkeskamp apprend le métier de graveur sur cuivre auprès de Johann Baptist Hoessel (de) à Berlin. Il vend pour son propre compte une série de vues de Berlin à cette époque.
En 1818, il travaille comme illustrateur pour le comte Edward Raczyński dans son château de Rogalin (grand-duché de Posen). Le comte voyage en Orient avec le peintre Ludwig Fuhrmann de Breslau ; Friedrich Wilhelm Delkeskamp transfère les peintures de Fuhrmann créées pendant le voyage en gravures sur cuivre, qui sont ajoutées au monumental carnet de voyage du comte ("Malerische Reise in einigen Provincen des Osmanischen Reiches"). Après avoir terminé son travail, Friedrich Wilhelm Delkeskamp retourne à Berlin en 1819 et voyage à travers la Saxe, la Silésie et les Monts des Géants, dessinant et peignant partout et commercialisant plus tard des œuvres sélectionnées sous forme de gravures sur cuivre. 
En 1822, par l'intercession de son frère, qui est déjà commerçant à Francfort-sur-le-Main depuis 1819, il arrive également à Francfort, où il s'installe pendant quelques années. Sous le 12 février 1823, les archives de la ville de Francfort conservent la "Demande de F. W. Delkeskamp, peintre et graveur sur cuivre dans le domaine du paysage et de l'architecture, pour l'autorisation de donner des cours, en joignant une gravure sur cuivre du Römerberg". Sa "Vue du Römerberg avec l'église Nikolaikirche à Francfort-sur-le-Main" est dédiée au "haut sénat de la ville libre de Francfort", à la suite de quoi les sénateurs lui accorde la permission demandée d'enseigner et donnent également à l'artiste 20 thalers de convention le 15 décembre 1823.
À partir de 1823, suivant la spécification d'Elisabeth von Adlerflycht, le célèbre Rheinpanorama de 1825, publié par Friedrich Wilmans (de), est créé pour répondre à la demande croissante de l'industrie touristique en matière d'illustrations d'orientation.
Friedrich Wilhelm Delkeskamp voyage en Suisse en 1825 et 1827, et y vit de 1828 à 1830. Il publie en 1830-1835 les neuf feuilles du Relief pittoresque du sol classique de la Suisse. En 1830, il s'installe à nouveau à Francfort, où il reste jusqu'à peu de temps avant sa mort.
Le 25 juillet 1831, à l'âge de 37 ans, il épouse dans l'Église Sainte-Catherine de Francfort la fille d'un bourgeois de Francfort, Elise Heerdt, sœur du peintre Johann Christian Heerdt. En même temps, il devient citoyen de Francfort. Avec sa femme, il a huit enfants, quatre fils grandissent, quatre autres enfants meurts prématurément. La famille vit d'abord dans la Große Friedberger Gasse, puis dans une maison de plain-pied, presque villageoise, dans l'actuelle Brönnerstraße. C'est également le siège de sa maison d'édition, qu'il fonde afin de pouvoir diffuser ses œuvres de manière plus rentable par ses propres moyens.
Pendant les mois d'été, il est généralement sur la route, l'hiver il passe chez lui à Francfort. Pour sa seule œuvre principale, Malerische Relief der Schweizer- und angrenzenden Alpen, il réalisé plus de 800 croquis, souvent dans des conditions très dangereuses. L'œuvre reste inachevée car il ne peut pas se permettre les coûts élevés de l'impression et l'édition ne se vend pas comme prévu.
Sa dernière œuvre majeure est le Malerische Plan von Frankfurt am Main und seiner nächsten Umgebung, nach der Natur aufgenommen und aus geometrischer Vogelschau gezeichnet (Plan peint de Francfort-sur-le-Main et de ses environs les plus proches, tiré de la nature et dessiné à partir d'une vue géométrique à vol d'oiseau), réalisé entre 1859 et 1864. Pour cette gravure sur acier de 159 × 109 cm, pour laquelle il esquisse préalablement chaque bâtiment de la ville, il reçoit une rémunération de 10 000 florins du Sénat de la Ville libre de Francfort. Sept blocs d'impression ainsi qu'un tirage et les dessins préliminaires de ce plan sont longtemps la possession du Musée historique de Francfort et se trouvent maintenant à l'Institut d'histoire urbaine de la ville de Francfort.
En plus des gravures, il laisse de nombreux dessins et aquarelles. Les œuvres de Friedrich Wilhelm Delkeskamp se caractérisent par des représentations vivement naturalistes et scientifiquement précises.
Son passeport de Francfort de 1862 décrit Friedrich Wilhelm Delkeskamp comme ayant les cheveux bruns, un teint sain et mesurant 5 pieds 2 pouces (environ 1,65 m). Vers 1869, il s'installe avec ses fils à Bockenheim, qui est alors encore une communauté indépendante à proximité de Francfort-sur-le-Main, où il meurt le 5 août 1872. Sa femme Elise meurt le 2 septembre 1881 ; tous deux sont inhumés l'un à côté de l'autre dans le vieux cimetière de Bockenheim, dans la Solmsstraße. Les tombes ne sont pas conservées ; une plaque commémorative rappelle le souvenir de Friedrich Wilhelm Delkeskamp sur le site.

## Œuvres
- Illustrationen zu: Edward Raczyński: Dziennik podrozy do Turcyi odbyty w roku MDCCCXIV. Breslau 1821. Deutsch: Malerische Reise in einigen Provincen des Osmanischen Reiches, Breslau 1825, auth.gr (PDF).
- Panorama des Rheins und seiner nächsten Umgebungen von Mainz bis Cöln (Frankfurt 1825 (Digitalisat); 1828; 1832)
- Panorama des Mains und seiner nächsten Umgebungen von Frankfurt a. M. bis Mainz (1829)
- Relief des klassischen Bodens der Schweiz (1830–1835)
- Neues Panorama des Rheins und seiner nächsten Umgebung von Mainz bis Cöln. Aufs neue nach der Natur gezeichnet und mit den interessantesten architektonischen und geschichtlichen Denkmälern als Randbilder geziert. Frankfurt 1837 (Digitalisat)
- Mosel-Panorama oder malerisches Relief der Umgebungen der Mosel und deren Nebenthälern von Coblenz bis Wasserbillig, jenseits Trier (Relief pittoresque des environs de la Moselle depuis Coblence jusqu'à Trèves) (1839)[5]
- Panorama von Baden-Baden und seinen Umgebungen (1841)[6]
- Neues Panorama d. Rheins u. seiner nächsten Umgebungen von Speyer bis Mainz (1842)
- Malerischer Reiseatlas des Rheins von Basel bis zum Meere nebst Suppl.-Blatt: Theile von Holland u. Belgien u. die Dampfschiff-Verbindungen mit England enthaltend (1844)
- Malerischen Relief der Schweizer und angrenzenden Alpen (ab 1850 – unvollendet)
- F. W. Delkeskamp’s kleines Rhein-Panorama von Mainz bis Cöln. Frankfurt 1853 (Digitalisat)
- Panorama des Ahrthales von Sinzig (Remagen) bis Kreuzberg oberhalb Altenahr und seine Heilquellen und Bäder (1859)
- Malerisches Relief des Vierwaldstättersees (1860)
- Malerischer Plan von Frankfurt am Main und seiner nächsten Umgebung (1859–1864)